# Craspedaria coronula
Craspedaria coronula es una especie de caracol terrestre del género Geomitridae que respira aire .
Craspedaria coronula es endémica del archipiélago de Madeira y actualmente sólo se encuentra en la isla Deserta Grande . El primero que lo describió fue por el malacólogo inglés Richard Thomas Lowe en 1852, a partir de un depósito de fósiles del Cuaternario encontrado en la parte sur de la isla de Bugio .
G. coronula está catalogada como en peligro crítico, limitada a un solo sitio conocido en Deserta Grande, que se encuentra en un área de deslizamiento de tierra en pendiente.
No hay información sobre el número de población, aunque la especie es extremadamente rara y muy difícil de localizar, y actualmente está restringida a una sola población existente. Se cree que la población está disminuyendo, como resultado de la continua degradación y depredación del hábitat.
La especie se encontró viviendo bajo rocas cubiertas por líquenes. Fue encontrado viviendo en un área de pendiente originada por un deslizamiento de tierra, debajo de cantos rodados y grandes rocas cubiertas por líquenes y entre pastos.
Tiene una concha blanca cónica, 5–6 milímetro de ancho y 3.5–4.5 milímetro de longitud.